# Mitsui Oil Exploration
Mitsui Oil Exploration Co., Ltd. (яп. 三井石油開発株式会社 Mitsui Sekiyu Kaihatsu Kabushiki-gaisha) (MOECO) — японская компания, специализирующаяся на поиске и добыче нефти и природного газа. Входит в кэйрэцу Mitsui. Штаб-квартира расположена в Hibiya Central Building in Nishi-Shinbashi, Минато, Токио.

## История
Компания была основана в 1969 году 17 компаниями группы Mitsui. В том же году Mitsui Oil Exploration приобретает 10% акций Indonesia Petroleum, Ltd. у своей материнской компании. 
На протяжении 70-80-х годов компания инвестировала в ряд проектов по добыче углеводородов в Юго-Восточной Азии. 
В 1990 году MOECO объединяется с South East Asia Petroleum Exploration Co.
В 1999 году компания начинает работать во Вьетнаме через свою дочернюю структуру Moeco Southwest Vietnam Petroleum Co., Ltd. 
В 2006 году компания добывает свою первую нефть в Ливии и США.
В 2010 году компания столкнулась с проблемами, связанными с аварией на частично принадлежащей компании платформе Deepwater Horizon. BP предложила компенсировать часть понесённых затрат в размере $1,9 млрд. Однако позже сумма была скорректирована до $1,1 млрд.

## Компания сегодня
Деятельность компании сосредоточена в Юго-Восточной Азии, Африке, Японии, на Ближнем Востоке и некоторых других регионах. 
Объём добычи углеводородов составляет 92 тыс. баррелей нефтяного эквивалента в сутки. Запасы превышают 1 млрд баррелей нефтяного эквивалента.
Основными акционерами компании являются:
- Mitsui — 54,61%
- Министерство экономики, торговли и промышленности Японии — 20,03%
- MCI — 4,98%
- SMBC — 4,28%[6]